# Cock Rig
Der Cock Rig ist ein 479 m hoher Hügel der Pentland Hills im Westen der schottischen Council Area Midlothian. Er befindet sich an der Ostflanke im Zentrum der rund 25 km langen Hügelkette rund drei Kilometer nördlich des Weilers Carlops. Entlang der Südflanke verläuft der Oberlauf des North Esk, der unterhalb des Cock Rig zum North Esk Reservoir aufgestaut wird. Die Nachbarhügel sind der Spittal Hill und der Green Law im Osten sowie der Whether Law im Südwesten.
Zwischen Cock Rig und Spittal Hill sowie Green Law fließt der Bach Gutterford Burn. Dort finden sich Überreste von landwirtschaftlichen Gebäuden die teilweise bis in die Mitte des 19. Jahrhunderts genutzt wurden. Ein weiterer Bauernhof befand sich an der Südflanke am North Esk. Anhand von Zensusdaten kann nachvollzogen werden, dass das als Cock Rigghouse oder Cockrigend verzeichnete Gebäude vor 1841 aufgegeben wurde.